# Olaf Sievert
Olaf Sievert (* 27. Juli 1933 in Demmin) ist ein deutscher Professor der Volkswirtschaftslehre und ehemaliges Mitglied des Sachverständigenrates zur Begutachtung der gesamtwirtschaftlichen Entwicklung.

## Herkunft und Ausbildung
Sievert kam am 27. Juli 1933 als Sohn des Bibliothekars Erich Sievert in Demmin (Vorpommern) zur Welt. Nach dem Krieg zog die Familie ins schleswig-holsteinische Ratzeburg. Sein Abitur legte Sievert 1953 an der Wirtschaftsoberschule Lübeck ab und studierte im Anschluss an den Universitäten Hamburg und Saarbrücken Volkswirtschaftslehre. Das Diplom legte er 1957 in Hamburg ab. In Saarbrücken war Herbert Giersch, selbst früheres Mitglied des Sachverständigenrates zur Begutachtung der gesamtwirtschaftlichen Entwicklung, sein wichtigster Förderer. Bei ihm wurde Sievert 1963 zum Dr. rer. pol. promoviert. Von 1958 bis 1964 war Sievert Gierschs wissenschaftlicher Mitarbeiter.

## Beruf
Von 1965 bis 1966 arbeitete Sievert als Generalsekretär des Sachverständigenrats zur Begutachtung der gesamtwirtschaftlichen Entwicklung, der sogenannten „Fünf Weisen“. 1968 trat er eine Stelle als Ordinarius in der Abteilung Raumplanung an der Universität Dortmund an. Im April 1970 wurde er außerdem – als Nachfolger seines Mentors Herbert Giersch – Mitglied des Sachverständigenrats und blieb dies über 15 Jahre lang. Seit 1976 fungierte er als Vorsitzender des Gremiums. Von 1971 bis 1992 war Sievert Professor für Nationalökonomie an der Universität des Saarlandes.
Nach der Wiedervereinigung übte Sievert von 1993 bis 1998 das Amt des Präsidenten der Landeszentralbank in den Freistaaten Sachsen und Thüringen aus.

## Positionen
Sievert gehörte von 1988 bis 2003 dem wirtschaftsliberalen Kronberger Kreis an, der als wissenschaftlicher Beirat der ebenfalls marktliberalen Stiftung Marktwirtschaft fungiert.

## Ehrungen (Auswahl)
- 1985 Ludwig-Erhard-Preis für Wirtschaftspublizistik
- 1985 Großes Bundesverdienstkreuz[3]